# Mistrovství světa v ledním hokeji 1997
61. Mistrovství světa v ledním hokeji 1997 se konalo v Finsku v Helsinkách a Tampere ve dnech 26. dubna – 14. května 1997. Mistrovství vyhrál výběr Kanady.
Mistrovství se zúčastnilo 36 mužstev, rozdělených podle výkonnosti do čtyř skupin. V elitní skupině startovalo dvanáct účastníků, rozdělených do dvou šestičlenných skupin. První tři postoupili do semifinálové skupiny, mužstva na čtvrtém až šestém místě hrála ve skupině o záchranu. Mužstva, která skončila v semifinálové skupině na prvním a druhém místě, postoupila do finále, které se hrálo na dvě vítězná utkání, týmy na třetím a čtvrtém místě hrály o bronz. Podle tohoto systému se hrálo jen na tomto mistrovství světa.

## Stadiony
| Helsinky                        | Turku                        | Tampere                            |
| Hartwall Arena Kapacita: 13 349 | Elysée Arena Kapacita: 6 000 | Tampereen jäähalli Kapacita: 7 800 |
|                                 |                              |                                    |

## Výsledky a tabulky

### Skupina A
|    |           | CZE | FIN | RUS | SVK | FRA | GER | V | R | P | Skóre | B |
| 1. | Česko     | *** | 2:1 | 2:3 | 3:1 | 9:3 | 2:1 | 4 | 0 | 1 | 18:9  | 8 |
| 2. | Finsko    | 1:2 | *** | 7:4 | 5:2 | 6:1 | 6:0 | 4 | 0 | 1 | 25:9  | 8 |
| 3. | Rusko     | 3:2 | 4:7 | *** | 2:2 | 5:4 | 5:1 | 3 | 1 | 1 | 19:16 | 7 |
| 4. | Slovensko | 1:3 | 2:5 | 2:2 | *** | 5:3 | 0:1 | 1 | 1 | 3 | 10:14 | 3 |
| 5. | Francie   | 3:9 | 1:6 | 4:5 | 3:5 | *** | 2:1 | 1 | 0 | 4 | 13:26 | 2 |
| 6. | Německo   | 1:2 | 2:6 | 1:5 | 1:0 | 1:2 | *** | 1 | 0 | 4 | 4:15  | 2 |

 Česko -  Německo 	2:1 (0:0, 0:1, 2:0)
26. dubna 1997 (17:00) – Helsinky (Hartwall-areena)

Branky Česka: 45:33 Martin Procházka, 56:07 Roman Šimíček.

Branky Německa: 31:02 Mirco Lüdemann.

Rozhodčí: Andersson (SWE) – Gibbs, Kotyra (USA)

Vyloučení: 3:5 (0:1)

Diváků: 12 862
Česko: Roman Čechmánek – Jiří Vykoukal, Jiří Veber, Jiří Šlégr, Ladislav Benýšek, Libor Procházka, František Kaberle – Ondřej Kratěna, Jiří Dopita, Richard Žemlička – Robert Lang, Robert Reichel, Rostislav Vlach – Vladimír Vůjtek, Pavel Patera, Martin Procházka – Viktor Ujčík, Roman Šimíček, David Moravec – David Výborný.
Německo: Josef Heiss – Brad Bergen, Jochen Molling, Daniel Kunce, Daniel Nowak, Erich Goldmann, Markus Wieland, Torsten Kienass, Mirco Lüdemann – Jochen Hecht, Mark MacKay, Jan Benda – Marco Sturm, Jürgen Rumrich, Dieter Hegen – Alexander Serikow, Martin Reichel, Reemt Pyka – Leo Stefan, Peter Draisaitl, Andreas Lupzig.
 Finsko -  Francie	6:1 (2:0, 2:1, 2:0)
26. dubna 1997 (21:00) – Helsinky (Hartwall-areena)

Branky Finska: 1:54 Mika Strömberg, 17:21 Olli Jokinen, 25:24 Kai Nurminen, 35:40 Olli Jokinen, 51:49 Petri Varis, 52:39 Kai Nurminen.

Branky Francie: 37:12 Roger Dube.

Rozhodčí: Bertolotti (SUI) - Jensen, Rönnmark (SWE)

Vyloučení: 5:8 (2:0)

Diváků: 13 163
 Rusko -  Slovensko 	2:2 (1:0, 0:2, 1:0)
27. dubna 1997 (17:00) – Helsinky (Hartwall-areena)

Branky Ruska: 0:16 Sergej Petrenko, 51:49 Andrej Skopincev.

Branky Slovenska: 30:37 Jozef Daňo, 37:42 Zdeno Cíger.

Rozhodčí: Andersson (SWE) - Odinš (LAT), Chadzinski (POL)

Vyloučení: 2:7 (1:0) + Alexandr Barkov na 5 min a do konce utkání.

Diváků: 12 919
 Česko -  Finsko 	2:1 (1:1, 0:0, 1:0)
27. dubna 1997 (21:00) – Helsinky (Hartwall-areena)

Branky Česka: 19:09 Martin Procházka, 41:24 Martin Procházka.

Branky Finska: 8:49 Mika Nieminen.

Rozhodčí: Joannette – Gibbs (CAN), Kotyra (USA)

Vyloučení: 4:2

Diváků: 13 279
Česko: Roman Čechmánek – Jiří Vykoukal, Jiří Veber, Jiří Šlégr, Ladislav Benýšek, Libor Procházka, František Kaberle – David Výborný, Jiří Dopita, Richard Žemlička – Robert Lang, Robert Reichel, Rostislav Vlach – Vladimír Vůjtek, Pavel Patera, Martin Procházka – Viktor Ujčík, Roman Šimíček, David Moravec.
Finsko: Jarmo Myllys – Jyrki Lumme, Petteri Nummelin, Timo Jutila, Mika Strömberg, Hannu Virta, Marko Kiprusoff – Kai Nurminen, Mika Nieminen, Ville Peltonen – Juha Lind, Raimo Helminen, Olli Jokinen – Petri Varis, Janne Ojanen, Marko Jantunen – Jarkko Varvio.
 Slovensko -  Francie		5:3 (1:2, 4:0, 0:1)
28. dubna 1997 (17:00) – Helsinky (Hartwall-areena)

Branky Slovenska: 7:21 Zdeno Cíger, 24:44 Roman Kontšek, 25:56 Ján Pardavý, 32:35 Roman Stantien, 36:10 Roman Kontšek.

Branky Francie: 3:13 Arnaud Briand, 5:08 Christian Pouget, 57:08 Arnaud Briand.

Rozhodčí: Adam (USA) – Jensen (NOR), Rönmark (SWE)

Vyloučení: 3:3 (1:1, 0:1)

Diváků: 12 911
 Německo -  Rusko	1:5 (0:0, 1:2, 0:3)
28. dubna 1997 (21:00) – Helsinky (Hartwall-areena)

Branky Německa: 31:38 Brad Bergen.

Branky Ruska: 25:09 Oleg Bělov, 32:14 Sergej Petrenko, 47:19 Anatolij Fedotov, 59:39 Michail Sarmatin, 59:58 Alexej Morozov.

Rozhodčí: Joanette (CAN)

Vyloučení: 5:6

Diváků: 12 865
 Německo -  Finsko 	0:6 (0:2, 0:2, 0:2)
29. dubna 1997 (20:00) – Helsinky (Hartwall-areena)

Branky Finska: 1:10 Saku Koivu, 19:34 Mika Strömberg, 21:04 Marko Jantunen, 37:50 Mika Strömberg, 46:11 Janne Ojanen, 47:59 Olli Jokinen.

Rozhodčí: Bertolotti (SUl) - Gibbs (CAN), Kotyra (USA).

Vyloučení: 6:4 (0:2)

Diváků: 13 243
  Rusko -  Francie		5:4 (2:0, 2:3, 1:1)
30. dubna 1997 (17:00) – Helsinky (Hartwall-areena)

Branky Ruska: 11:53 Alexej Čupin, 18:51 Anatolij Fedotov, 21:06 Dmitrij Krasotkin, 22:47 Alexandr Prokopjev, 56:20 Alexandr Barkov.

Branky Francie: 29:06 Roger Dube, 30:20 Pierre Allard, 36:56 Roger Dube, 55:59 Arnaud Briand.

Rozhodčí: Bertolotti (SUI) - Odinš (LAT), Chadzinski (POL)

Vyloučení: 7:8 (1:2)

Diváků: 12 708
 Česko -  Slovensko 	3:1 (0:0, 2:0, 1:1)
30. dubna 1997 (21:00) – Helsinky (Hartwall-areena)

Branky Česka: 21:31 Pavel Patera, 39:01 Jiří Dopita, 59:01 Vladimír Vůjtek.

Branky Slovenska: 45:55 [Jozef Stümpel.

Rozhodčí: Andersson – Jensen, Rönnmark (SWE)

Vyloučení: 5:4

Diváků: 12 786
Česko: Roman Čechmánek – Jiří Vykoukal, Vlastimil Kroupa, Jiří Šlégr, Ladislav Benýšek, Libor Procházka, František Kaberle – David Výborný, Jiří Dopita, Richard Žemlička – Robert Lang, Robert Reichel, Rostislav Vlach – Vladimír Vůjtek, Pavel Patera, Martin Procházka – Viktor Ujčík, Roman Šimíček, David Moravec.
Slovensko: Jaromír Dragan – Róbert Pukalovič, Ivan Droppa, Ľubomír Višňovský, Daniel Babka, Jerguš Bača, Ľubomír Sekeráš – Ján Pardavý, Branislav Jánoš, Roman Stantien – Ľubomír Kolník, Jozef Stümpel, Zdeno Cíger – Vlastimil Plavucha, Peter Pucher, Jiří Bicek – Marián Hossa, Roman Kontšek.
 Česko -  Rusko	2:3 (2:1, 0:1, 0:1)
1. května 1997 (20:00) – Helsinky (Hartwall-areena)

Branky Česka: 17:23 Jiří Šlégr, 18:04 Pavel Patera.

Branky Ruska: 8:37 Alexandr Koroljuk, 26:21 Děnis Afinogenov, 51:33 Vjačeslav Bucajev.

Rozhodčí: Adam – Kotyra (USA), Gibbs (CAN)

Vyloučení: 8:8 (1:0) + Vladimír Vůjtek na 5 min a do konce utkání.

Diváků :13 004
Česko: Roman Čechmánek – Jiří Vykoukal, Vlastimil Kroupa, Jiří Šlégr, Ladislav Benýšek, Libor Procházka, František Kaberle – David Výborný, Jiří Dopita, Richard Žemlička – Robert Lang, Robert Reichel, Rostislav Vlach – Vladimír Vůjtek, Pavel Patera, Martin Procházka – Viktor Ujčík, Roman Šimíček, David Moravec – Ondřej Kratěna.
Rusko: Maxim Michajlovskij – Sergej Fokin, Anatolij Fedotov, Dmitrij Krasotkin, Andrej Skopincev, Sergej Bautin, Dmitrij Jerofejev, Marat Davydov – Alexej Morozov, Alexandr Barkov, Sergej Petrenko – Michail Sarmatin, Alexej Čupin, Andrej Nikolišin – Oleg Bělov, Vjačeslav Bucajev, Alexander Prokopjev – Alexander Koroljuk, Vadim Jepančincev, Děnis Afinogenov
 Francie -  Německo 	2:1 (1:0, 1:0, 0:1)
2. května 1997 (17:00) – Helsinky (Hartwall-areena)

Branky Francie: 3:22 Roger Dube, 35:15 Roger Dube.

Branky Německa: 42:15 Marco Sturm.

Rozhodčí: Andersson (SWE) - Jensen (NOR), Rönnmark (SWE)

Vyloučení: 6:7 (1:0)

Diváků: 13 205
 Finsko -  Slovensko 	5:2 (1:0, 1:1, 3:1)
2. května 1997 (21:00) – Helsinky (Hartwall-areena)

Branky Finska: 14:55 Juha Lind, 27:28 Mika Nieminen, 44:17 Kai Nurminen, 49:43 Mika Nieminen, 54:19 Teppo Numminen.

Branky Slovenska: 37:31 Ľubomír Kolník, 47:26 Jiří Bicek.

Rozhodčí: Joanette (CAN) - Odinš (LAT), Chadzinski (POL)

Vyloučení: 3:5 (2:1)

Diváků: 13 367
 Česko -  Francie		9:3 (2:3, 3:0, 4:0)
3. května 1997 (14:00) – Helsinky (Hartwall-areena)

Branky Česka: 11:27 Jiří Vykoukal, 15:24 David Výborný, 21:28 David Výborný, 32:56 Robert Lang, 34:18 Pavel Patera, 49:11 Robert Reichel, 50:50 Martin Procházka, 54:15 Martin Procházka, 55:53 Viktor Ujčík.

Branky Francie: 10:54 Philippe Bozon, 18:29 Philippe Bozon, 19:32 Christian Pouget.

Rozhodčí: Joanette (CAN) – Odinš (LAT), Chadzinski (POL)

Vyloučení: 1:2

Diváků: 12 806
Česko: Milan Hnilička – Jiří Vykoukal, Vlastimil Kroupa, Ladislav Benýšek, Rostislav Vlach, Libor Procházka, František Kaberle – Ondřej Kratěna, Jiří Dopita, Richard Žemlička – David Výborný, Robert Reichel, Robert Lang – Viktor Ujčík, Roman Šimíček, David Moravec.
Francie: Francois Gravel (35. Cristobal Huet) – Karl Dewolf, Denis Perez, Serge Djelloul, Jean-Philippe Lemoine, Jean-Marc Soghomonian, Jean-Christophe Filippin – Maurice Rozenthal, Anthony Mortas, Guillaume Besse – Philippe Bozon, Christian Pouget, Arnaud Briand – Roger Dube, Jonathan Zwikel, Laurent Lecompte – Stephane Barin, Joseph Ouellet, Pierre Allard – Laurent Gras.
 Slovensko -  Německo 	0:1 (0:0, 0:0, 0:1)
3. května 1997 (17:30) – Helsinky (Hartwall-areena)

Branky Německa: 54:09 Peter Draisaitl.

Rozhodčí: Adam (USA) - Gibbs (CAN), Kotyra (USA)

Vyloučení: 3:4

Diváků: 12 946
 Rusko -  Finsko	4:7 (2:2, 2:1, 0:4)
3. května 1997 (21:00) – Helsinky (Hartwall-areena)

Branky Ruska: 1:45 Alexej Čupin, 14:39 Alexandr Barkov, 21:27 Alexej Jašin, 29:42 Oleg Bělov.

Branky Finska: 11:32 Antti Aalto, 17:37 Petri Varis, 35:16 Timo Jutila, 49:52 Olli Jokinen, 53:40 Janne Ojanen, 53:03 Saku Koivu, 59:15 Mika Nieminen.

Rozhodčí: Andersson (SWE) - Jensen (NOR), Rönnmark (SWE)

Vyloučení: 5:6

Diváků: 13 290

### Skupina B
|    |          | SWE | CAN | USA | LAT | ITA | NOR | V | R | P | Skóre | B |
| 1. | Švédsko  | *** | 7:2 | 3:1 | 1:1 | 5:3 | 4:1 | 4 | 1 | 0 | 20:8  | 9 |
| 2. | Kanada   | 2:7 | *** | 5:1 | 3:3 | 6:0 | 7:0 | 3 | 1 | 1 | 23:11 | 7 |
| 3. | USA      | 1:3 | 1:5 | *** | 5:4 | 4:2 | 3:1 | 3 | 0 | 2 | 14:15 | 6 |
| 4. | Lotyšsko | 1:1 | 3:3 | 4:5 | *** | 4:5 | 6:3 | 2 | 0 | 3 | 18:17 | 4 |
| 5. | Itálie   | 3:5 | 0:6 | 2:4 | 5:4 | *** | 2:2 | 1 | 1 | 3 | 12:21 | 3 |
| 6. | Norsko   | 1:4 | 0:7 | 1:3 | 3:6 | 2:2 | *** | 0 | 1 | 4 | 7:22  | 1 |

 Kanada -  Norsko	7:0 (3:0, 4:0, 0:0)
26. dubna 1997 (16:00) – Turku (Elysée Arena)

Branky Kanady: 10:18 Bob Errey, 10:57 Geoff Sanderson, 14:16 Geoff Sanderson, 23:05 Owen Nolan, 24:11 Keith Primeau, 24:59 Anson Carter, 33:46 Rob Zamuner.

Rozhodčí: Mäkelä (FIN) - Český (CZE), Schurr(GER)

Vyloučení: 9:5

Diváků: 4 800
 Švédsko -  Itálie	5:3 (1:1, 3:2, 1:0)
26. dubna 1997 (20:00) – Turku (Elysée Arena)

Branky Švédska: 12:17 Jörgen Jönsson, 22:43 Marcus Ragnarsson, 29:09 Michael Nylander, 30:13 Niclas Sundblad, 58:23 Jörgen Jönsson.

Branky Itálie: 15:35 Mario Chitarroni, 23:33 Gaetano Orlando, 36:28 Gaetano Orlando.

Rozhodčí: Bolina (CZE) - Lauff (SVK), Poljakov (RUS)

Vyloučení: 7:7 (0:1, 0:1)

Diváků: 4 390
 USA -  Lotyšsko	5:4 (2:1, 2:0, 1:3)
27. dubna 1997 (16:00) – Turku (Elysée Arena)

Branky USA: 8:39 Donald Brashear, 15:25 Bryan Berard, 21:35 Paul Ranheim, 32:41 Chris Tancill, 53:37 Todd Krygier.

Branky Lotyšska: 9:34 Sergejs Čudinovs, 42:52 Leonid Tambijevs, 47:07 Alexanders Beljavskis, 52:20 Andrejs Ignatovičs.

Rozhodčí: Bolina (CZE) - Lauff (SVK), Poljakov (RUS)

Vyloučení: 7:5 (1:0, 0:1)

Diváků: 4 000
 Švédsko -  Kanada 	7:2 (2:0, 2:0, 3:2)
27. dubna 1997 (20:00) – Turku (Elysée Arena)

Branky Švédska: 4:28 Tommy Albelin, 6:55 Michael Nylander, 30:37 Stefan Nilsson, 33:08 Daniel Arvedsson, 42:16 Jonas Höglund, 49:11 Nichlas Falk, 50:03 Michael Nylander.

Branky Kanady: 49:47 Jarome Iginla, 50:36 Dean Evason.

Rozhodčí: Müller (GER) - Rautavuori, Brunn (FIN)

Vyloučení: 8:15 (1:0, 0:1) + Cory Cross na 5 min a do konce utkání.

Diváků: 10 000
 Lotyšsko -  Itálie		4:5 (1:0, 3:2, 0:3)
28. dubna 1997 (16:00) – Turku (Elysée Arena)

Branky Lotyšska: 9. Leonid Tambijevs, 28:03 Oļegs Znaroks, 28:18 Harijs Vītoliņš, 29:40 Alexanders Beljavskis.

Branky Itálie: 25:38 Leo Insam, 33:07 Gaetano Orlando, 42:08 Mario Chitarroni, 45:38 Bruno Zarrillo, 59:37 Bruno Zarrillo.

Rozhodčí: Mäkelä (FIN) - Český (CZE), Schurr (GER)

Vyloučení: 7:10 (1:1)

Diváků: 1 500
 Norsko	-  USA 	1:3 (1:2, 0:0, 0:1)
28. dubna 1997 (20:00) – Turku (Elysée Arena)

Branky Norska: 5:49 Svein-Enok Nørstebø.

Branky USA: 11:56 Donald Brashear, 19:14 Ted Donato, 59:04 Mike Sullivan.

Rozhodčí: Vaisfeld (RUS) – Rautavuori , Bruun (FIN)

Vyloučení: 6:8 (1:1, 0:1)

Diváků: 1 200
 Norsko -  Švédsko 	1:4 (1:0, 0:2, 0:2)
29. dubna 1997 (19:30) – Turku (Elysée Arena)

Branky Norska: 14:32 Marius Trygg.

Branky Švédska: 25:38 Marcus Ragnarsson, 31:48 Per Eklund, 40:17 Michael Nylander, 45:41 Mattias Öhlund.

Rozhodčí: Bolina (CZE) – Lauff (SVK), Poljakov (RUS)

Vyloučení: 4:8 (0:1)

Diváků: 2 300
 USA -  Itálie		4:2 (0:1, 1:0, 3:1)
30. dubna 1997 (16:00) – Turku (Elysée Arena)

Branky USA: 25:11 Cris Tancill, 40:18 Donald Brashear, 50:09 Marty McInnis, 59:34 Paul Ranheim.

Branky Itálie: 03:07 [Chris Bartolone, 45:24 Dino Felicetti.

Rozhodčí: Müller (GER) - Český (CZE), Schurr (GER)

Vyloučení: 9:10 (0:1)

Diváků: 5 000
 Kanada -  Lotyšsko	3:3 (0:1, 1:2, 2:0)
30. dubna 1997 (20:00) – Turku (Elysée Arena)

Branky Kanady: 20:33 Rob Blake, 52:03 Mark Recchi, 55:15 Jarome Iginla.

Branky Lotyšska: 12:50 Alexanders Kerčs, 32:59 Alexanders Kerčs, 39:03 Sergejs Čudinovs.

Rozhodčí: Mäkela (FIN) – Rautavuori, Bruun (FIN)

Vyloučení: 9:8 (0:2)

Diváků: 4 000
 Kanada -  USA 	5:1 (1:0, 1:0, 3:1)
1. května 1997 (19:30) – Turku (Elysée Arena)

Branky Kanady: 1:22 Rob Zamuner, 38:48 Jeff Friesen, 48:09 Anson Carter, 55:39 Owen Nolan, 58:43 Travis Green.

Branky USA: 50:22 Ken Klee.

Rozhodčí: Müller (GER) - Poljakov (RUS), Lauff (SVK)

Vyloučení: 8:7 (3:0)

Diváků: 11 000
 Itálie -  Norsko	2:2 (2:0, 0:0, 0:2)
2. května 1997 (16:00) – Turku (Elysée Arena)

Branky Itálie: 9:00 Bruno Zarrillo, 12:47 Bob Nardella.

Branky Norska: 57:58 Ole-Eskild Dahlstrøm, 58:47 Atle Olsen.

Rozhodčí: Mäkela (FIN)

Vyloučení: 10:5 (2:1) + Ø. Olsen na 10 min.

Diváků: 2 000
 Švédsko -  Lotyšsko	1:1 (0:0, 0:0, 1:1)
2. května 1997 (20:00) – Turku (Elysée Arena)

Branky Švédska: 57:39 Jörgen Jönsson.

Branky Lotyšska: 41:27 Igors Pavlovs.

Rozhodčí: Vajsfeld (RUS) – Rautavuori, Bruun (FIN)

Vyloučení: 5:5

Diváků: 3 000
 Lotyšsko -  Norsko		6:3 (2:1, 4:0, 0:3)
3. května 1997 (21:00) – Turku (Elysée Arena)

Branky Lotyšska: 8:44 Sergejs Boldaveško, 15:36 Alexanders Semjonovs, 24:25 Harijs Vītoliņš, 29:02 Harijs Vītoliņš, 32:14 Igors Pavlovs, 33:31 Alexanders Macijevskis.

Branky Norska: 3:51 Trond Magnussen, 46:47 Ole-Eskild Dahlstrøm, 56:59 Ole-Eskild Dahlstrøm.

Rozhodčí : Bolina (CZE) – Poljakov (RUS), Lauff (SVK)

Vyloučení: 11:9 (1:1, 1:0) + A. Olsen na 10 min.

Diváků: 1 300
 Itálie -  Kanada 	0:6 (0:2, 0:3, 0:1)
3. května 1997 (14:00) – Turku (Elysée Arena)

Branky Kanady: 6:21 Jeff Friesen, 14:00 Keith Primeau, 25:13 Travis Geen, 30:47 Owen Nolan, 37:51 Bob Errey, 47:19 Dean Evason.

Rozhodčí  Vajsfeld (RUS) – Rautavuri, Bruun (FIN)

Vyloučení: 1:2

Diváků: 2 000
 USA -  Švédsko 	1:3 (0:1, 0:0, 1:2)
3. května 1997 (17:30) – Turku (Elysée Arena)

Branky USA: 40:44 Ted Donato.

Branky Švédska: 18:09 Jonas Höglund, 56:16 Daniel Arvedsson, 59:21 Mattias Öhlund.

Rozhodčí : Müller – Schurr (GER), Český (CZE)

Vyloučení: 4:3

Diváků: 9 600

### Semifinále
|    |         | SWE  | CAN  | RUS  | CZE  | FIN  | USA  | V | R | P | Skóre | B |
| 1. | Švédsko | ***  | 7:2* | 1:4  | 1:0  | 5:2  | 3:1* | 4 | 0 | 1 | 17:9  | 8 |
| 2. | Kanada  | 2:7* | ***  | 2:1  | 3:5  | 1:0  | 5:1* | 3 | 0 | 2 | 13:14 | 6 |
| 3. | Rusko   | 4:1  | 1:2  | ***  | 3:2* | 4:7* | 1:1  | 2 | 1 | 2 | 13:13 | 5 |
| 4. | Česko   | 0:1  | 5:3  | 2:3* | ***  | 2:1* | 3:4  | 2 | 0 | 3 | 12:12 | 4 |
| 5. | Finsko  | 2:5  | 0:1  | 7:4* | 1:2* | ***  | 2:0  | 2 | 0 | 3 | 12:12 | 4 |
| 6. | USA     | 1:3* | 1:5* | 1:1  | 4:3  | 0:2  | ***  | 1 | 1 | 3 | 7:14  | 3 |

- S hvězdičkou = zápasy započítané ze skupiny.

 Česko -  USA 	3:4 (0:1, 1:3, 2:0)
5. května 1997 (17:00) – Helsinky (Hartwall-areena)

Branky Česka: 35:48 Vladimír Vůjtek, 41:53 Vladimír Vůjtek, 42:31 Jiří Dopita.

Branky USA: 2:35 Bob Beers, 25:37 Ted Donato, 31:47 Chris Marinucci, 36:44 Ted Donato.

Rozhodčí: Vaisfeld (RUS) – Lauff (SVK), Poljakov (RUS)

Vyloučení: 3:5

Diváků: 13 149
Česko: Roman Čechmánek – Jiří Vykoukal, Vlastimil Kroupa, Jiří Šlégr, Ladislav Benýšek, Libor Procházka, František Kaberle – Ondřej Kratěna, Jiří Dopita, Richard Žemlička – David Výborný, Robert Reichel, Robert Lang – Vladimír Vůjtek, Pavel Patera, Martin Procházka – Viktor Ujčík, Roman Šimíček, David Moravec.
USA: Chris Terreri – Ken Klee, Scott Lachance, Jon Rohloff, Bret Hedican, Eric Weinrich, Matt Martin – Bob Beers, Mike Sullivan, Donald Brashear – Paul Ranheim, Jim Campbell, Todd Krygier – Chris Tancill, Ted Donato, Marty McInnis – Dan Plante, Darby Hendrikson, Chris Marinucci.
 Švédsko -  Rusko	1:4 (0:1, 0:1, 1:2)
5. května 1997 (21:00) – Helsinky (Hartwall-areena)

Branky Švédska: 58:18 Anders Carlsson.

Branky Ruska: 9:47 Alexej Morozov, 39:03 Alexej Jašin, 40:30 Alexandr Prokopjev, 46:20 Alexandr Barkov.

Rozhodčí: Joannette - Gibbs (CAN), Kotyra (USA)

Vyloučení  5:9 (1:0)

Diváků: 13 624
 Finsko -  Kanada 	0:1 (0:0, 0:0, 0:1)
5. května 1997 (17:00) – Helsinky (Hartwall-areena)

Branky Kanady: 56:32 Jeff Friesen.

Rozhodčí: Andersson - Rönnmark (SWE), Jensen (Nor)

Vyloučení : 4:5

Diváků: 13 298
  Rusko -  USA 	1:1 (0:0, 0:1, 1:0)
5. května 1997 (21:00) – Helsinky (Hartwall-areena)

Branky Ruska: 53:49 Alexej Morozov.

Branky USA: 37:02 Marty McInnis

Rozhodčí: Müller - Schurr (GER), Český (CZE)

Vyloučení: 4:4

Diváků: 13 169
 Česko -  Kanada 	5:3 (2:2, 1:0, 2:1)
7. května 1997 (17:00) – Helsinky (Hartwall-areena) 

Branky Česka: 7:00 Vladimír Vůjtek, 8:38 Martin Procházka, 28:55 Vladimír Vůjtek, 40:57 Vladimír Vůjtek, 48:29 Rostislav Vlach.

Branky Kanady: 2:34 Rob Zamuner, 14:01 Rob Zamuner, 50:41 Don Sweeney.

Rozhodčí: Andersson – Rönnmark (SWE), Jensen (NOR)

Vyloučení: 11:11 (2:1) + Jiří Šlégr, Robert Lang, Libor Procházka, Vladimír Vůjtek, Donovan, Green, Blake, Nolan na 5 min a do konce utkání, L. Procházkovi, Vůjtkovi, Blakeovi a Greenovi direktoriát turnaje změnil později tresty na čtyřminutové.

Diváků: 13 111
Česko: Roman Čechmánek – Jiří Vykoukal, Vlastimil Kroupa, Jiří Šlégr, Ladislav Benýšek, Libor Procházka, František Kaberle – Viktor Ujčík, Jiří Dopita, Richard Žemlička – David Výborný, Robert Reichel, Robert Lang – Vladimír Vůjtek, Pavel Patera, Martin Procházka – Roman Šimíček, Rostislav Vlach, David Moravec.
Kanada: Sean Burke – Chris Pronger, Don Sweeney, Rob Blake, Bryan McCabe, Steve Chiasson, Cory Cross – Anson Carter, Dean Evason, Bob Errey – Geoff Sanderson, Keith Primeau, Travis Geen – Mark Recchi, Jeff Friesen, Chris Gratton – Jarome Iginla, Rob Zamuner, Owen Nolan – Shean Donovan.
 Švédsko -  Finsko 	5:2 (2:0, 2:2, 1:0)
7. května 1997 (21:00) – Helsinky (Hartwall-areena)

Branky Švédska: 5:30 Jonas Höglund, 11:11 Per Eklund, 35:04 Michael Nylander, 38:13 Jörgen Jönsson, 43:53 Nichlas Falk.

Branky Finska: 27:59 Ville Peltonen, 33:50 Ville Peltonen.

Rozhodčí: Adam - Kotyra (USA) - Gibbs (CAN)

Vyloučení: 11:9 (1:2)

Diváků: 13 328
 Česko -  Švédsko 	0:1 (0:0, 0:0, 0:1)
8. května 1997 (20:00) – Helsinky (Hartwall-areena)

Branky Švédska: 51:44 Jörgen Jönsson.

Rozhodčí: Müller (GER) – Rautavuori, Bruun (FIN)

Vyloučení: 4:5

Diváků: 13 173
Česko: Roman Čechmánek – Jiří Vykoukal, Vlastimil Kroupa, Libor Procházka, František Kaberle, Ladislav Benýšek – Jiří Dopita, Rostislav Vlach, Richard Žemlička – David Výborný, Pavel Patera, Martin Procházka – Roman Šimíček, Robert Reichel, David Moravec.
Švédsko: Tommy Salo – Tommy Albelin, Roger Johansson, Mattias Öhlund, Marcus Ragnarsson, Ronnie Sundin, Mattias Norström – Nichlas Falk, Michael Nylander, Jonas Höglund – Niklas Andersson, Anders Carlsson, Johan Lindblom – Jörgen Jönsson, Marcus Thuresson, Niclas Sundblad – Daniel Arvedsson, Stefan Nilsson, Per Eklund.
 Kanada -  Rusko	2:1 (1:0, 0:1, 1:0)
9. května 1997 (17:00) – Helsinky (Hartwall-areena)

Branky Kanady: 14:18 Keith Primeau, 46:26 Travis Green.

Branky Ruska: 31:33 Vjačeslav Bucajev.

Rozhodčí: Adam (USA) – Rautavuori, Bruun (FIN)

Vyloučení: 5:5 (1:0)

Diváků: 13 147
 USA -  Finsko 	0:2 (0:0, 0:1, 0:1)
9. května 1997 (21:00) – Helsinky (Hartwall-areena)

Branky Finska: 22:47 Antti Aalto, 40:49 Teppo Numminen.

Rozhodčí: Müller (GER) – Rönnmark (SWE), Jensen (NOR)

Vyloučení: 4:3 + Nummelin na 10 min.

Diváků: 13 230

### Finále
Švédsko -  Kanada 	3:2 (1:1, 1:0, 1:1)
11. května 1997 (17:00) – Helsinky (Hartwall-areena)

Branky Švédska: 15:20 Jonas Höglund, 35:47 Niclas Sundblad, 5:05 Marcus Thuresson.

Branky Kanady: 10:54 Mark Recchi, 5:20 Anson Carter.

Rozhodčí: Adam (USA) - Český (CZE), Schurr (GER)

Vyloučení: 10:12 (2:1) + Cross do konce utkání.

Diváků: 13 220
 Švédsko -  Kanada 	1:3 (0:0, 1:2, 0:1)
13. května 1997 (20:00) – Helsinky (Hartwall-areena)

Branky Švédska: 30:56 Per Eklund.

Branky Kanady: 29:11 Geoff Sanderson, 38:09 Anson Carter, 47:32 Mark Recchi.

Rozhodčí: Müller (GER) - Poljakov (RUS), Lauff (SVK)

Vyloučení: 4:10 (1:0)

Diváků: 13 316
 Kanada -  Švédsko 	2:1 (1:0, 1:0, 0:1)
14. května 1997 (20:00) – Helsinky (Hartwall-areena)

Branky Kanady: 18:39 Dean Evason, 21:56 Owen Nolan.

Branky Švédska: 58:43 Michael Nylander.

Rozhodčí: Adam (USA) - Bruun, Rautavuori (FIN)

Vyloučení: 7:6 (0:1)

Diváků: 13 181

### O 3. místo
Česko -  Rusko	4:3 (2:1, 1:0, 1:2)
10. května 1997 (17:00) – Helsinky (Hartwall-areena)

Branky Česka: 10:24 Rostislav Vlach, 12:21 Vladimír Vůjtek, 26:45 Martin Procházka, 58:10 Jiří Dopita.

Branky Ruska: 14:44 Alexandr Koroljuk, 40:58 Alexej Jašin, 48:49 Alexander Prokopjev.

Rozhodčí: Mäkelä (FIN) – Gibbs (CAN), Kotyra (USA)

Vyloučení: 6:5 (2:0) + Alexej Jašin na 10 min.

Diváků: 13 249
Česko: Roman Čechmánek – Jiří Šlégr, Ladislav Benýšek, Libor Procházka, František Kaberle, Vlastimil Kroupa – Ondřej Kratěna, Jiří Dopita, Richard Žemlička – David Výborný, Robert Reichel, Robert Lang – Vladimír Vůjtek, Pavel Patera, Martin Procházka – Roman Šimíček, Rostislav Vlach, David Moravec.
Rusko: Maxim Michajlovskij – Sergej Fokin, Anatolij Fedotov, Sergej Bautin, Dmitrij Jerofejev, Dmitrij Krasotkin, Andrej Skopincev – Alexej Morozov, Alexandr Barkov, Alexandr Prokopjev – Alexandr Koroljuk, Alexej Jašin, Vjačeslav Bucajev – Michail Sarmatin, Alexej Čupin, Děnis Afinogenov – Vadim Jepančincev.

### O 7. - 12. místo
|     |           | LAT  | ITA  | SVK  | FRA  | GER  | NOR  | V | R | P | Skóre | B |
| 7.  | Lotyšsko  | ***  | 4:5* | 5:4  | 6:2  | 8:0  | 6:3* | 4 | 0 | 1 | 29:14 | 8 |
| 8.  | Itálie    | 5:4* | ***  | 3:4  | 8:1  | 5:2  | 2:2* | 3 | 1 | 1 | 23:13 | 7 |
| 9.  | Slovensko | 4:5  | 4:3  | ***  | 5:3* | 0:1* | 2:1  | 3 | 0 | 2 | 15:13 | 6 |
| 10. | Francie   | 2:6  | 1:8  | 3:5* | ***  | 2:1* | 4:3  | 2 | 0 | 3 | 12:23 | 4 |
| 11. | Německo   | 0:8  | 2:5  | 1:0* | 1:2* | ***  | 4:2  | 2 | 0 | 3 | 8:17  | 4 |
| 12. | Norsko    | 3:6* | 2:2* | 1:2  | 3:4  | 2:4  | ***  | 0 | 1 | 4 | 11:18 | 1 |

- S hvězdičkou = zápasy započítané ze základní skupiny.

 Slovensko -  Norsko		2:1 (0:1, 1:0, 1:0)
6. května 1997 (17:00) – Tampere (Tampereen jäähalli)

Branky Slovenska: 34:06 Zdeno Cíger, 44:19 Roman Kontšek

Branky Norska: 2:42 Ole-Eskild Dahlstrøm

Rozhodčí: Bertolotti (SUI) – Odinš (LAT), Chadzinski (POL)

Vyloučení: 6:6

Diváků: 1 000
 Lotyšsko -  Německo 	8:0 (4:0, 3:0, 1:0)
6. května 1997 (20:00) – Tampere (Tampereen jäähalli)

Branky Lotyšska: 0:56 Sergej Žoltoks, 1:46 Normunds Sējējs, 16:18 Oļegs Znaroks, 19:58 Sergejs Čudinovs, 26:10 Leonid Tambijevs, 29:58 Igors Pavlovs, 34:54 Alexanders Kerčs, 56:23 Leonid Tambijevs.

Branky Německa: nikdo

Rozhodčí: Adam (USA) – Gibbs (CAN), Kotyra (USA)

Vyloučení: 9:8 (1:0)

Diváků: 2 500
 Norsko -  Francie		3:4 (0:1, 3:1, 0:2)
7. května 1997 (17:00) – Tampere (Tampereen jäähalli)

Branky Norska: 25:15 Øystein Olsen, 33:25 Rune Fjeldstad, 36:51 Atle Olsen

Branky Francie: 13:39 Stephane Barin, 31:49 Roger Dube, 43:42 Roger Dube, 51:54 Jean-Marc Soghomonian.

Rozhodčí: Bolina (CZE) – Rautavuori, Bruun (FIN)

Vyloučení: 6:6 (1:1)

Divaků: 1 000
 Itálie -  Německo 	5:2 (0:1, 3:1, 2:0)
7. května 1997 (20:00) – Tampere (Tampereen jäähalli)

Branky Itálie: 21:45 Dino Felicetti, 31:26 Bob Nardella, 33:03 Bruno Zarrillo, 47:58 Gaetano Orlando, 59:49 Bruno Zarrillo

Branky Německa: 15:24 Reemt Pyka, 29:04 Jochen Hecht

Rozhodčí: Mäkela (FIN) – Lauff (SVK), Poljakov (RUS)

Vyloučení  7:5 (2:0)

Diváků: 1 500
 Itálie -  Slovensko 	3:4 (2:2, 1:1. 0:1)
8. května 1997 (17:00) – Tampere (Tampereen jäähalli)

Branky Itálie: 15:05 Roland Ramoser, 16:24 Anthony Iob, 25:29 Lucio Topatigh

Branky Slovenska: 3:30 Roman Stantien, 9:26 Ján Pardavý, 32:53 Roman Kontšek, 41:49 Ján Pardavý.

Rozhodčí: Mäkelä (FIN) – Český (CZE), Schurr (GER)

Vyloučení: 5:6 + Felicetti 5 min. a do konce utkání.

Diváků: 6 355
 Lotyšsko -  Francie		6:2 (1:1, 2:1, 3:0)
8. května 1997 (20:00) – Tampere (Tampereen jäähalli)

Branky Lotyšska: 0:55 Harijs Vītoliņš, 21:39 Sergej Žoltoks, 34:33 Sergej Žoltoks, 46:24 Sergejs Čudinovs, 58:41 Andrejs Maticins, 59:39 Alexanders Beljavskis

Branky Francie: 17:41 Stephane Barin, 29:36 Pierre Allard.

Rozhodčí: Joannette – Gibbs (CAN), Kotyra (USA)

Vyloučení: 3:6 + Christian Pouget na 5 min. a do konce utkání.

Diváků: 6 300
 Německo -  Norsko		4:2 (0:0, 0:1, 4:1)
9. května 1997 (19:30) – Tampere (Tampereen jäähalli)

Branky Německa: 40:50 Brad Bergen, 47:32 Peter Draisaitl, 52:20 Mirco Lüdemann, 58:23 Jochen Hecht

Branky Norska: 33:51 Michael Smithurst, 46:24 Atle Olsen.

Rozhodčí: Vaisfeld (RUS) – Lauff (SVK), Poljakov (RUS)

Vyloučení: 6:5 + Stefan na 10 min.

Diváků: 2 000
 Slovensko -  Lotyšsko 4:5 (2:2. 1:2. 1:1)
10. května 1997 (17:00) – Tampere (Tampereen jäähalli)

Branky Slovenska: 5:07 Ľubomír Kolník, 13:09 Zdeno Cíger, 37:46 Daniel Babka, 42:27 Jozef Stümpel

Branky Lotyšska: 6:25 Igor Bondarevs, 16:09 Aigars Cipruss, 29:43 Oļegs Znaroks, 39:22 Alexanders Semjonovs, 52:30 Alexanders Kerčs

Rozhodčí: Bertolotti (SUI) – Jensen (NOR), Rönmark (SWE)

Vyloučení: 5:3

Diváků: 7 300
 Francie -  Itálie		1:8 (0:3, 0:2. 1:3)
10. května 1997 (20:00) – Tampere (Tampereen jäähalli)

Branky Francie: 43:04 Karl Dewolf

Branky Itálie: 4:04 Gaetano Orlando, 8:22 Bob Nardella, 9:24 Maurizio Mansi, 22:17 Maurizio Mansi, 28:52 Maurizio Mansi, 42:21 Chris Bartolone, 53:41 Roland Ramoser, 57:04 Markus Brunner.

Rozhodčí: Bolina (CZE) – Lauff (SVK), Poljakov (RUS)

Vyloučení: 5:6 (0:2) + Philippe Bozon – Marchetti na 5 min. a do konce utkání.

Diváků: 5 875

## Statistiky

### Nejlepší hráči podle direktoriátu IIHF
| Brankář | Tommy Salo       |
| Obránce | Rob Blake        |
| Útočník | Michael Nylander |

### All Stars
| Brankář         | Tommy Salo       |
| Levý obránce    | Rob Blake        |
| Pravý obránce   | Teppo Numminen   |
| Levé křídlo     | Vladimír Vůjtek  |
| Střední útočník | Michael Nylander |
| Pravé křídlo    | Martin Procházka |

### Kanadské bodování
| Poř. | Kanadské bodování | Branky | Přihrávky | Body |
| ---- | ----------------- | ------ | --------- | ---- |
| 1.   | Martin Procházka  | 7      | 7         | 14   |
| 1.   | Vladimír Vůjtek   | 7      | 7         | 14   |
| 3.   | Michael Nylander  | 6      | 5         | 11   |
| 4.   | Pavel Patera      | 3      | 8         | 11   |
| 5.   | Roger Dube        | 7      | 3         | 10   |
| 6.   | Oļegs Znaroks     | 3      | 7         | 10   |
| 7.   | Bruno Zarrilo     | 5      | 4         | 9    |
| 7.   | Gaetano Orlando   | 5      | 4         | 9    |
| 9.   | Harijs Vītoliņš   | 4      | 5         | 9    |
| 10.  | Travis Green      | 3      | 5         | 8    |

### Soupiska Kanady
1.  Kanada

Brankáři: Sean Burke, Eric Fichaud, Rick Tabaracci.

Obránci: Rob Blake, Bryan McCabe, Don Sweeney, Joel Bouchard, Cory Cross, Steve Chiasson, Chris Pronger.

Útočníci: Keith Primeau, Owen Nolan, Jarome Iginla, Jeff Friesen, Chris Gratton, Travis Green, Anson Carter, Dean Evason – , Geoff Sanderson, Rob Zamuner, Shean Donovan, Bob Errey, Mark Recchi.

Trenéři: Andy Murray, Mike Johnston, Wayne Cashman a Rob Cookson.

### Soupiska Švédska
2.  Švédsko

Brankáři: Tommy Salo, Johan Hedberg, Tommy Söderström.

Obránci: Magnus Svensson, Tommy Albelin, Marcus Ragnarsson, Mattias Öhlund, Mattias Norström, Roger Johansson, Ronnie Sundin.

Útočníci: Michael Nylander, Jörgen Jönsson, Jonas Höglund, Marcus Thuresson, Per Eklund, Nichlas Falk, Daniel Arvedsson, Niclas Sundblad, Stefan Nilsson, Anders Carlsson, Per Svartvadet, Niklas Andersson, Johan Lindblom.

Trenéři: Kent Forsberg a Tommy Tomth.

### Soupiska Česka
3.  Česko

Brankáři: Milan Hnilička, Roman Čechmánek, Martin Prusek.

Obránci: František Kaberle, Libor Procházka, Ladislav Benýšek, Jiří Šlégr, Vlastimil Kroupa, Jiří Veber, Jiří Vykoukal,

Útočníci: Viktor Ujčík, Jiří Dopita, Richard Žemlička, David Výborný,  – Robert Reichel, Robert Lang, Vladimír Vůjtek, Pavel Patera, Martin Procházka, Roman Šimíček, Rostislav Vlach, David Moravec, Ondřej Kratěna.

Trenéři: Ivan Hlinka, Slavomír Lener a Vladimír Martinec

### Soupiska Ruska
4.  Rusko

Brankáři: Sergej Fadějev, Alexej Jegorov, Maxim Michajlovskij.

Obránci: Sergej Bautin – , Marat Davydov, Anatolij Fedotov, Sergej Fokin, Dmitrij Jerofejev, Dmitrij Krasotkin, Andrej Skopincev.

Útočníci: Děnis Afinogenov, Alexander Barkov, Oleg Bělov, Vjačeslav Bucajev, Alexej Čupin, Alexej Jašin, Vadim Jepančincev, Alexander Koroljuk, Alexej Morozov, Andrej Nikolišin, Sergej Petrenko, Alexander Prokopjev, Michail Sarmatin.

Trenéři: Igor Dmitrijev, Boris Michajlov a Igor Tuzik.

### Soupiska Finska
5.  Finsko

Brankáři: Jani Hurme, Jarmo Myllys, Ari Sulander.

Obránci: Mika Strömberg, Teppo Numminen, Timo Jutila, Hannu Virta, Jyrki Lumme, Marko Kiprusoff, Petteri Nummelin.

Útočníci: Mika Nieminen, Olli Jokinen, Janne Ojanen, Raimo Helminen, Petri Varis, Ville Peltonen, Saku Koivu, Kai Nurminen, Antti Aalto, Marko Jantunen, Juha Lind, Antti Törmänen, Jarkko Varvio.

Trenéři: Curt Lindström, Hannu Aravirta a Esko Nokelainen.

### Soupiska USA
6.  USA

Brankáři: Chris Terreri, John Blue, Tom Askey.

Obránci: Bret Hedican, Eric Weinrich, Scott Lachance, Jon Rohloff, Bryan Berard, Bob Beers, Ken Klee, Matt Martin.

Útočníci: Ted Donato, Chris Tancill, Donald Brashear, Marty McInnis, Mike Sullivan, Paul Ranheim, Dan Plante, Todd Krygier, Chris Marinucci, Chris Drury, Darby Hendrickson, Jim Campbell.

Trenéři: Jeff Jackson, Bob Mancini, Jay Leach a Greg Cronin.

### Soupiska Lotyšska
7.  Lotyšsko 

Brankáři: Artūrs Irbe, Peteris Skudra, Juris Klodans.

Obránci: Sergejs Čudinovs, Andrejs Maticins, Rodrigo Lavins, Igor Bondarevs, Normunds Sējējs, Kārlis Skrastiņš, Arturs Kupaks.

Útočníci: Oleg Znaroks, Harijs Vitolinš, Alexanders Kerčs, Alexanders Beljavskis, Sergej Žoltoks, Igors Pavlovs, Leonid Tambijevs, Aigars Cipruss, Alexanders Semjonovs, Andrejs Ignatovičs, Sergejs Boldaveško, Sergejs Senins, Alexanders Macijevskis.

Trenéři: Leonid Berežněvs, Maris Baldonicks.

### Soupiska Itálie
8.  Itálie

Brankáři: Michael Rosati, David Delfino, Andrea Carpano.

Obránci: Bob Nardella, Chris Bartolone, Michael De Angelis, Leo Insam, Georg Comploi, Chad Biafore, Lawrence Rucchin, Giovanni Marchetti.

Útočníci: Bruno Zarrillo, Gaetano Orlando, Maurizio Mansi, Mario Chitarroni, Roland Ramoser, Lucio Topatigh, Dino Felicetti, Anthony Iob, Giuseppe Busillo, Markus Brunner, Armando Chelodi, Martin Pavlů.

Trenéři: Brian Lefley, Dale McCourt a Adolf Insam.

### Soupiska Slovenska
9.  Slovensko

Brankáři: Jaromír Dragan, Pavol Rybár, Eduard Hartmann.

Obránci: Róbert Pukalovič, Ivan Droppa, Jerguš Bača, Ľubomír Sekeráš, Ľubomír Višňovský, Daniel Babka, Stanislav Medřík.

Útočníci: Ján Pardavý, Branislav Jánoš, Roman Stantien, Ľubomír Kolník, Jozef Stümpel, Zdeno Cíger – , Vlastimil Plavucha, Peter Pucher, Jiří Bicek, Marián Hossa, Roman Kontšek, Jozef Daňo.

Trenéři: Jozef Golonka, Vincent Lukáč a Dušan Žiška.

### Soupiska Francie
10.  Francie

Brankáři: Cristobal Huet, Francois Gravel, Fabrice Lhenry.

Obránci: Karl Dewolf, Serge Djelloul, Jean-Marc Soghomonian, Steve Woodburn, Jean-Christophe Filippin, Denis Perez, Jean-Philippe Lemoine.

Útočníci: Roger Dube, Christian Pouget, Philippe Bozon, Arnaud Briand, Joseph Ouellet, Pierre Pierre Allard, Stephane Barin, Maurice Rozenthal, Laurent Lecompte, Jonathan Zwikel, Anthony Mortas, Laurent Gras, Guillaume Besse.

Trenéři: Danny Dube, James Tibbets.

### Soupiska Německa
11.  Německo

Brankáři: Olaf Kölzig, Josef Heiss, Marc Seliger.

Obránci: Mirco Lüdemann, Brad Bergen, Daniel Nowak, Markus Wieland, Torsten Kienass, Erich Goldmann, Daniel Kunce, Jochen Molling.

Útočníci: Peter Draisaitl, Jochen Hecht, Marco Sturm, Andreas Lupzig, Reemt Pyka, Jürgen Rumrich, Martin Reichel, Leo Stefan, Jan Benda, Mark MacKay, Dieter Hegen, Alexander Serikow.

Trenéři: George Kingston, Erich Kühnhackl a Jim Setters.

### Soupiska Norska
12.  Norsko

Brankáři: Steve Allman, Robert Schistad, Øyvind Sørli.

Obránci: Atle Olsen, Svein-Enok Nørstebø, Michael Smithurst, Mats Trygg, Tommy Jakobsen, Carl Oscar Bøe Andersen, Jan-Roar Fagerli.

Útočníci: Ole-Eskild Dahlstrøm, Espen Knutsen, Rune Fjeldstad, Trond Magnussen, Øystein Olsen, Per-Åge Skrøder, Sjur-Robert Nilsen, Erik Tveten, Tore Vikingstad, Per-Christian Knold, Marius Trygg, Pål Bøe Johnsen, Morten Fjeld.

Trenéři: Brent McEwen, Matti Heikkilä.

### Konečné pořadí
| 61. | Mistrovství světa | Z  | V | R | P | Skóre | B  |
| --- | ----------------- | -- | - | - | - | ----- | -- |
| 1.  | Kanada            | 11 | 7 | 1 | 3 | 36:22 | 15 |
| 2.  | Švédsko           | 11 | 7 | 1 | 3 | 32:21 | 15 |
| 3.  | Česko             | 9  | 6 | 0 | 3 | 30:20 | 12 |
| 4.  | Rusko             | 9  | 4 | 2 | 3 | 28:24 | 10 |
| 5.  | Finsko            | 8  | 5 | 0 | 3 | 29:15 | 10 |
| 6.  | USA               | 8  | 4 | 1 | 3 | 19:21 | 9  |
| 7.  | Lotyšsko          | 8  | 4 | 2 | 2 | 37:23 | 10 |
| 8.  | Itálie            | 8  | 3 | 1 | 4 | 28:28 | 7  |
| 9.  | Slovensko         | 8  | 3 | 1 | 4 | 20:23 | 7  |
| 10. | Francie           | 8  | 2 | 0 | 6 | 20:43 | 4  |
| 11. | Německo           | 8  | 2 | 0 | 6 | 10:30 | 4  |
| 12. | Norsko            | 8  | 0 | 1 | 7 | 13:32 | 1  |

## MS Skupina B
|    |             | BLR  | KAZ | SUI | AUT | POL | GBR | NED  | DEN | V | R | P | Skóre | B  |
| 1. | Bělorusko   | ***  | 4:3 | 6:5 | 6:4 | 7:2 | 6:2 | 10:2 | 9:3 | 7 | 0 | 0 | 48:21 | 14 |
| 2. | Kazachstán  | 3:4  | *** | 5:2 | 5:3 | 3:3 | 4:2 | 5:3  | 6:4 | 5 | 1 | 1 | 31:21 | 11 |
| 3. | Švýcarsko   | 5:6  | 2:5 | *** | 2:2 | 0:0 | 3:2 | 8:3  | 6:4 | 3 | 2 | 2 | 26:22 | 8  |
| 4. | Rakousko    | 4:6  | 3:5 | 2:2 | *** | 6:4 | 2:2 | 2:2  | 3:1 | 3 | 1 | 3 | 22:22 | 7  |
| 5. | Polsko      | 2:7  | 3:3 | 0:0 | 4:6 | *** | 4:3 | 1:3  | 5:2 | 2 | 2 | 3 | 19:24 | 6  |
| 6. | V. Británie | 2:6  | 2:4 | 2:3 | 2:2 | 3:4 | *** | 8:2  | 9:1 | 2 | 1 | 4 | 28:22 | 5  |
| 7. | Nizozemsko  | 2:10 | 3:5 | 3:8 | 2:2 | 3:1 | 2:8 | ***  | 6:4 | 2 | 1 | 4 | 21:38 | 5  |
| 8. | Dánsko      | 3:9  | 4:6 | 4:6 | 1:3 | 2:5 | 1:9 | 4:6  | *** | 0 | 0 | 7 | 19:44 | 0  |

- Bělorusko a Švýcarsko (jako pořadatel) postoupily na Mistrovství světa skupiny A. Kazachstán, Rakousko a Polsko hrály kvalifikaci o postup na Mistrovství světa skupiny A.

 Švýcarsko -  Nizozemsko 8:3 (3:1, 4:0, 1:2)
12. dubna 1997 – Katovice
 Rakousko -  Kazachstán 3:5 (0:2, 1:3, 2:0)
12. dubna 1997 – Sosnovec
 Velká Británie -  Polsko 3:4 (2:1, 0:1, 1:2)
12. dubna 1997 – Katovice
 Bělorusko -  Dánsko 9:3 (3:0, 2:0, 4:3)
12. dubna 1997 – Sosnovec
 Dánsko -  Švýcarsko 4:6 (1:2, 0:4, 3:0)
13. dubna 1997 – Katovice
 Velká Británie -  Kazachstán 2:4 (1:1, 0:3, 1:0)
13. dubna 1997 – Sosnovec
 Nizozemsko -  Rakousko 2:2 (0:2, 1:0, 1:0)
13. dubna 1997 – Katovice
 Polsko -  Bělorusko 2:7 (0:2, 0:4, 2:1)
13. dubna 1997 – Sosnovec
 Švýcarsko -  Polsko 0:0
15. dubna 1997 – Katovice
 Bělorusko -  Kazachstán 4:3 (0:0, 2:1, 2:2)
15. dubna 1997 – Sosnovec
 Rakousko -  Dánsko 3:1 (1:0, 1:0, 1:1)
15. dubna 1997 – Katovice
 Velká Británie -  Nizozemsko 8:2 (4:0, 3:1, 1:1)
15. dubna 1997 – Sosnovec
 Dánsko -  Velká Británie 1:9 (1:1, 0:5, 0:3)
16. dubna 1997 – Katovice
 Švýcarsko -  Kazachstán 2:5 (2:3, 0:1, 0:1)
16. dubna 1997 – Sosnovec
 Polsko -  Rakousko 4:6 (1:1, 3:1, 0:4)
16. dubna 1997 – Katovice
 Nizozemsko -  Bělorusko 2:10 (0:4, 1:2, 1:4)
16. dubna 1997 – Sosnovec
 Rakousko -  Velká Británie 2:2 (0:1, 1:1, 1:0)
18. dubna 1997 – Katovice
 Švýcarsko -  Bělorusko 5:6 (3:2, 2:1, 0:3)
18. dubna 1997 – Sosnovec
 Dánsko -  Nizozemsko 4:6 (3:0, 1:4, 0:2)
18. dubna 1997 – Katovice
 Kazachstán -  Polsko 3:3 (3:0, 0:1, 0:2)
18. dubna 1997 – Sosnovec
 Bělorusko -  Rakousko 6:4 (1:0, 5:0, 0:4)
20. dubna 1997 – Katovice
 Kazachstán -  Dánsko 6:4 (3:2, 1:0, 2:2)
20. dubna 1997 – Sosnovec
 Nizozemsko -  Polsko 3:1 (1:0, 0:1, 2:0)
20. dubna 1997 – Katovice
 Velká Británie -  Švýcarsko 2:3 (0:1, 1:2, 1:0)
20. dubna 1997 – Sosnovec
 Rakousko -  Švýcarsko 2:2 (0:0, 0:0, 2:2)
21. dubna 1997 – Katovice
 Bělorusko -  Velká Británie 6:2 (1:0, 4:1, 1:1)
21. dubna 1997 – Sosnovec
 Polsko -  Dánsko 5:2 (2:0, 2:1, 1:1)
21. dubna 1997 – Katovice
 Kazachstán -  Nizozemsko 5:3 (0:1, 1:2, 4:0)
21. dubna 1997 – Sosnovec

## MS Skupina C

### Skupina A
|    |          | JPN | EST  | HUN | LIT  | V | R | P | Skóre | B |
| 1. | Japonsko | *** | 2:2  | 6:1 | 3:0  | 2 | 1 | 0 | 11:3  | 5 |
| 2. | Estonsko | 2:2 | ***  | 5:5 | 11:5 | 1 | 2 | 0 | 18:12 | 4 |
| 3. | Maďarsko | 1:6 | 5:5  | *** | 5:0  | 1 | 1 | 1 | 11:11 | 3 |
| 4. | Litva    | 0:3 | 5:11 | 0:5 | ***  | 0 | 0 | 3 | 5:19  | 0 |

 Japonsko -  Litva 3:0 (1:0, 2:0, 0:0)
22. března 1997 – Tallinn
 Estonsko -  Maďarsko 5:5 (1:3, 0:0, 4:2)
22. března 1997 – Tallinn
 Maďarsko -  Litva 5:0 (1:0, 3:0, 1:0)
23. března 1997 – Tallinn
 Estonsko -  Japonsko 2:2 (0:0, 2:1, 0:1)
23. března 1997 – Tallinn
 Japonsko -  Maďarsko 6:1 (2:1, 2:0, 2:0)
25. března 1997 – Tallinn
 Litva -  Estonsko 5:11 (0:5, 3:2, 2:4)
25. března 1997 – Tallinn

### Skupina B
|    |           | UKR | SLO  | ROM | CHN  | V | R | P | Skóre | B |
| 1. | Ukrajina  | *** | 3:2  | 7:0 | 7:1  | 3 | 0 | 0 | 17:3  | 6 |
| 2. | Slovinsko | 2:3 | ***  | 5:0 | 11:1 | 2 | 0 | 1 | 18:4  | 4 |
| 3. | Rumunsko  | 0:7 | 0:5  | *** | 6:5  | 1 | 0 | 2 | 6:17  | 2 |
| 4. | Čína      | 1:7 | 1:11 | 5:6 | ***  | 0 | 0 | 3 | 7:24  | 0 |

 Ukrajina -  Čína 7:1 (4:0, 3:0, 0:1)
22. března 1997 – Kohtla-Järve
 Rumunsko -  Slovinsko 0:5 (0:0, 0:4, 0:1)
22. března 1997 – Kohtla-Järve
 Slovinsko -  Čína 11:1 (4:1, 3:0, 4:0)
23. března 1997 – Kohtla-Järve
 Rumunsko -  Ukrajina 0:7 (0:1, 0:2, 0:4)
23. března 1997 – Kohtla-Järve
 Čína -  Rumunsko 5:6 (3:5, 0:0, 2:1)
25. března 1997 – Kohtla-Järve
 Ukrajina -  Slovinsko 3:2 (0:1, 0:1, 3:0)
25. března 1997 – Kohtla-Järve

### Finále
|    |           | UKR  | SLO  | EST  | JPN  | V | R | P | Skóre | B |
| 1. | Ukrajina  | ***  | 3:2* | 2:1  | 2:2  | 2 | 1 | 0 | 7:5   | 5 |
| 2. | Slovinsko | 2:3* | ***  | 3:3  | 4:1  | 1 | 1 | 1 | 9:7   | 3 |
| 3. | Estonsko  | 1:2  | 3:3  | ***  | 2:2* | 0 | 2 | 1 | 6:7   | 2 |
| 4. | Japonsko  | 2:2  | 1:4  | 2:2* | ***  | 0 | 2 | 1 | 5:8   | 2 |

- S hvězdičkou = zápasy započítané ze základní skupiny.

 Slovinsko -  Japonsko 4:1 (1:0, 0:0, 3:1)
27. března 1997 – Tallinn
 Ukrajina -  Estonsko 2:1 (1:0, 1:0, 0:1)
27. března 1997 – Tallinn
 Japonsko -  Ukrajina 2:2 (0:0, 0:2, 2:0)
28. března 1997 – Tallinn
 Estonsko -  Slovinsko 3:3 (1:0, 2:2, 0:1)
28. března 1997 – Tallinn

### O 5. - 8. místo
|    |          | ROM  | HUN  | CHN  | LIT  | V | R | P | Skóre | B |
| 5. | Rumunsko | ***  | 2:0  | 6:5* | 7:3  | 3 | 0 | 0 | 18:5  | 6 |
| 6. | Maďarsko | 0:2  | ***  | 7:3  | 5:0* | 2 | 0 | 1 | 12:5  | 4 |
| 7. | Čína     | 5:6* | 3:7  | ***  | 6:3  | 1 | 0 | 2 | 14:16 | 2 |
| 8. | Litva    | 3:7  | 0:5* | 3:6  | ***  | 0 | 0 | 3 | 6:18  | 0 |

- S hvězdičkou = zápasy započítané ze základní skupiny.

 Čína -  Maďarsko 3:7 (0:2, 1:3, 2:2)
27. března 1997 – Kohtla-Järve
 Rumunsko-  Litva 7:3 (4:2, 1:1, 2:0)
27. března 1997 – Kohtla-Järve
 Litva -  Čína 3:6 (1:1, 1:2, 1:3)
28. března 1997 – Kohtla-Järve
 Maďarsko -  Rumunsko 0:2 (0:1, 0:1, 0:0)
28. března 1997 – Kohtla-Järve
- Japonsko bylo jako nejlepší tým z Dálného východu přeřazeno z Mistrovství světa skupiny C do skupiny A.

## MS Skupina D

### Skupina A
|    |            | KOR | CRO | BEL | AUS | V | R | P | Skóre | B |
| 1. | Korea      | *** | 0:2 | 4:1 | 8:5 | 2 | 0 | 1 | 12:8  | 4 |
| 2. | Chorvatsko | 2:0 | *** | 1:2 | 7:2 | 2 | 0 | 1 | 10:4  | 4 |
| 3. | Belgie     | 1:4 | 2:1 | *** | 4:2 | 2 | 0 | 1 | 7:7   | 4 |
| 4. | Austrálie  | 5:8 | 2:7 | 2:4 | *** | 0 | 0 | 3 | 9:19  | 0 |

 Chorvatsko -  Austrálie 7:2 (3:0, 2:0, 2:2)
7. dubna 1997 – Canillo
 Korejská republika -  Belgie 4:1 (3:0, 1:1, 0:0)
8. dubna 1997 – Canillo
 Belgie -  Austrálie 4:2 (1:1, 3:1, 0:0)
10. dubna 1997 – Canillo
 Chorvatsko -  Korejská republika 2:0 (1:0, 1:0, 0:0)
10. dubna 1997 – Canillo
 Austrálie -  Korejská republika 5:8 (2:5, 1:2, 2:1)
11. dubna 1997 – Canillo
 Belgie -  Chorvatsko 2:1 (1:0, 0:1, 1:0)
11. dubna 1997 – Canillo

### Skupina B
|    |             | ESP | YUG | BUL | ISR | V | R | P | Skóre | B |
| 1. | Španělsko   | *** | 6:5 | 4:5 | 7:3 | 2 | 0 | 1 | 17:13 | 4 |
| 2. | Srbsko a ČH | 5:6 | *** | 2:2 | 4:3 | 1 | 1 | 1 | 11:11 | 3 |
| 3. | Bulharsko   | 5:4 | 2:2 | *** | 3:4 | 1 | 1 | 1 | 10:10 | 3 |
| 4. | Izrael      | 3:7 | 3:4 | 4:3 | *** | 1 | 0 | 2 | 10:14 | 2 |

 Bulharsko -  Španělsko 5:4 (3:0, 0:2, 2:2)
7. dubna 1997 – Canillo
 Srbsko a ČH -  Izrael 4:3 (3:0, 0:2, 1:1)
8. dubna 1997 – Canillo
 Srbsko a ČH -  Bulharsko 2:2 (0:1, 1:1, 1:0)
10. dubna 1997 – Canillo
 Španělsko -  Izrael 7:3 (3:1, 2:2, 2:0)
10. dubna 1997 – Canillo
 Izrael -  Bulharsko 4:3 (1:1, 0:1, 3:1)
11. dubna 1997 – Canillo
 Španělsko -  Srbsko a ČH 6:5 (2:1, 2:1, 2:3)
11. dubna 1997 – Canillo

### Finále
|    |             | CRO  | KOR  | ESP  | YUG  | V | R | P | Skóre | B |
| 1. | Chorvatsko  | ***  | 2:0* | 4:3  | 2:2  | 2 | 1 | 0 | 8:5   | 5 |
| 2. | Korea       | 0:2* | ***  | 2:1  | 5:0  | 2 | 0 | 1 | 7:3   | 4 |
| 3. | Španělsko   | 3:4  | 1:2  | ***  | 6:5* | 1 | 0 | 2 | 10:11 | 2 |
| 4. | Srbsko a ČH | 2:2  | 0:5  | 5:6* | ***  | 0 | 1 | 2 | 7:13  | 1 |

- S hvězdičkou = zápasy započítané ze základní skupiny.

 Španělsko -  Chorvatsko 3:4 (2:2, 0:2, 1:0)
13. dubna 1997 – Canillo
 Srbsko a ČH -  Korejská republika 0:5 (0:1, 0:3, 0:1)
13. dubna 1997 – Canillo
 Chorvatsko -  Srbsko a ČH 2:2 (0:0, 0:1, 2:1)
14. dubna 1997 – Canillo
 Korejská republika -  Španělsko 2:1 (0:0, 1:1, 1:0)
14. dubna 1997 – Canillo

### O 5. - 8. místo
|    |           | ISR  | AUS  | BUL  | BEL  | V | R | P | Skóre | B |
| 5. | Izrael    | ***  | 3:8  | 4:3* | 5:3  | 2 | 0 | 1 | 12:14 | 4 |
| 6. | Austrálie | 8:3  | ***  | 3:3  | 2:4* | 1 | 1 | 1 | 13:10 | 3 |
| 7. | Bulharsko | 3:4* | 3:3  | ***  | 4:2  | 1 | 1 | 1 | 10:9  | 3 |
| 8. | Belgie    | 3:5  | 4:2* | 2:4  | ***  | 1 | 0 | 2 | 9:11  | 2 |

- S hvězdičkou = zápasy započítané ze základní skupiny.

 Bulharsko -  Austrálie 3:3 (3:0, 0:0, 0:3)
13. dubna 1997 – Canillo
 Izrael -  Belgie 5:3 (1:2, 2:0, 2:1)
13. dubna 1997 – Canillo
 Austrálie -  Izrael 8:3 (3:0, 4:1, 1:2)
14. dubna 1997 – Canillo
 Belgie -  Bulharsko 2:4 (0:2, 0:0, 2:2)
14. dubna 1997 – Canillo